# Faits économiques et sociaux au VIIe siècle

Chronologie de l'économie
VIe siècle - VIIe siècle - VIIIe siècle

## Événements
- Vers 600 : 
  - la population mondiale est estimée à 208 millions d'êtres humains ; 136 millions en Asie, 31 en Europe, 24 en Afrique, 16 en Amérique, 1 en Océanie[1].
  - les moulins à vent sont utilisés en Perse pour l'irrigation[2].

- 604-610 : en Chine, construction de canaux reliant le fleuve Jaune à Chang'an et Luoyang et permettant le transport des grains jusqu’à ces capitales. Environ la moitié des trois millions de paysans qui travaillent sur le projet meurent de faim ou d’épuisement, ce qui contribue à l’effondrement de la dynastie Sui[3].
- 624 : réforme du statut agraire en Chine instaurant un système collectif de culture. Les terres sont réparties également entre les cultivateurs masculins à titre viager[4].

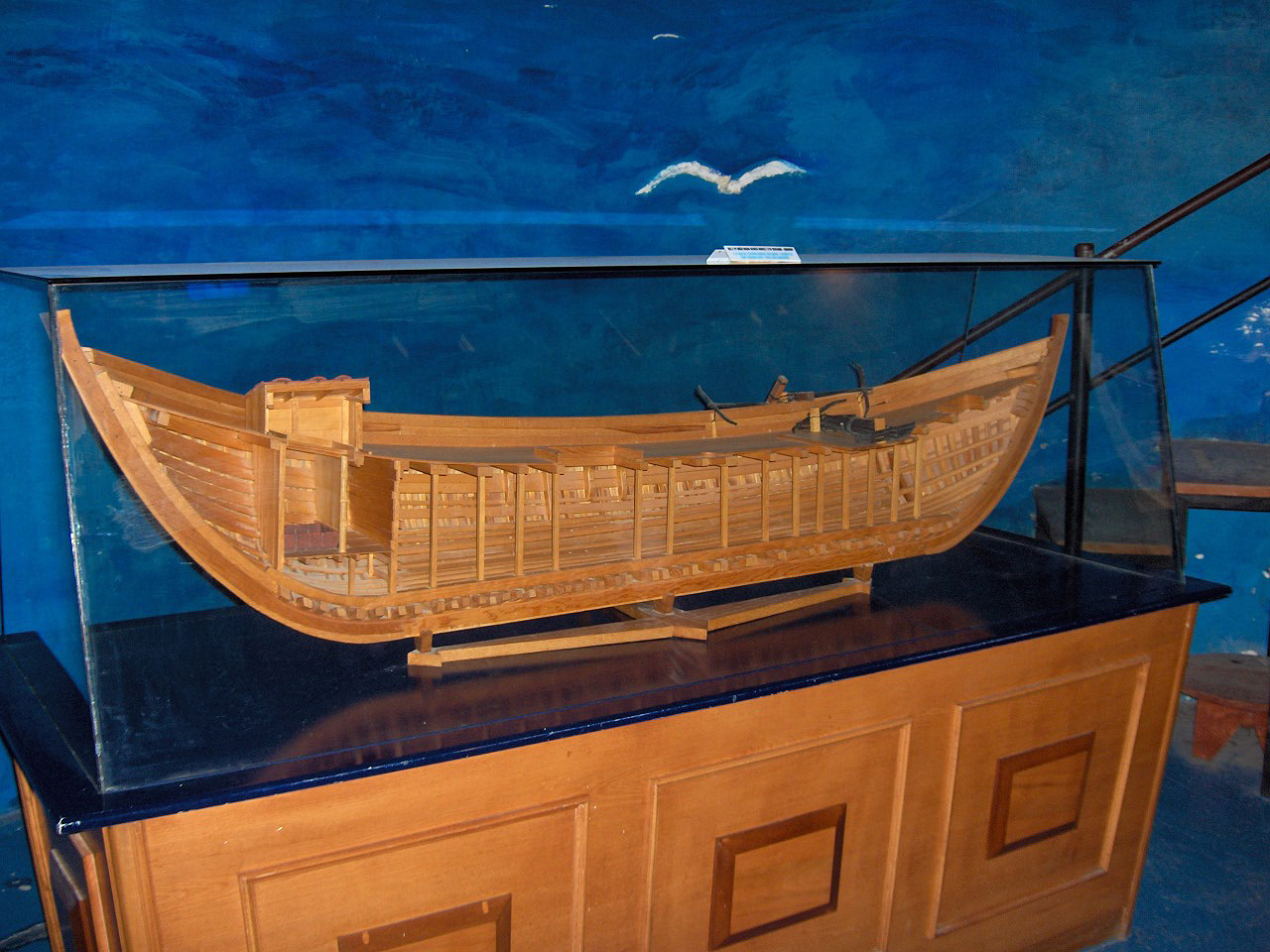
Maquette du navire Yassi Ada au musée du château Saint-Pierre de Bodrum.

- Vers 625 : épave de Yassi Ada (en), navire marchand byzantin, découverte avec 822 amphores sur la côte sud-ouest de la Turquie[5].
- Vers 626-649 : règne de Tang Taizong ; arrivent en Chine, par la route du Tarim, les techniques de fabrication du sucre avec la canne à sucre venue d’Inde et de fabrication du vin de raisin. L'usage du thé se diffuse à l'ensemble de la société[6]. Le bouddhisme, l’islam, le christianisme nestorien et le zoroastrisme empruntent la même voie[7].
- Après 650 :
  - ralentissement du commerce en Occident[8]. Il atteint surtout la Neustrie, où se trouvaient les villes commerciales. L’Austrasie, essentiellement agricole, devient le centre de la puissance royale. L’aristocratie s’efforce de profiter de la décadence du roi[9]. Le corps épiscopal, surtout dans le domaine mérovingien, cherche à obtenir des privilèges particuliers pour ses terres (donation d’un atelier monétaire, exemption d’impôts, immunité) pour contrebalancer la puissance des aristocrates. L’Église séculière entre dans le jeu politique et perd son influence religieuse. Certains clercs se comportent comme des chefs militaires ou politiques, d’autres entrent dans des liens de vassalité. Certaines pratiques barbares sont acceptées par l’Église (ordalie). Le paganisme renaît (Espagne du Nord) et les superstitions et les excès du culte des reliques se développent. La coutume de se faire enterrer autour de l’Église où repose le corps du saint triomphe[10].

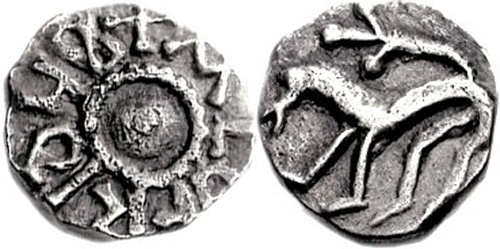
Sceat frappée sous le règne d'Aldfrith, après 685.

- - expansion du commerce des marchands frisons avec le Danemark à partir de Dorestad, attestée par des piécettes d’argent (sceattas)[11].
- Vers 660 : formulaire de Marculfe[12], rédigé à Saint-Denis avant 732 ; l'Église tolère le divorce par consentement mutuel[13].
- Vers 670 : première frappe des deniers d’argent en Gaule (1,23 g) qui deviennent le nouvel étalon monétaire au détriment des pièces d'or[14].
  - Quentovic, sur la Canche, au sud  de Boulogne, devient le port par où transitent les voyageurs britanniques, une source de revenus importante pour le royaume franc[15].

- Vers 680 : réforme agraire (handen shūju) au Japon conçue selon le principe chinois de l’alternance : les terres affectées à la culture des plantes annuelles tournent régulièrement, afin que les mêmes agriculteurs ne bénéficient pas toujours des meilleurs champs. Des cadastres sont établis à l’échelle du village, la population est recensée et des lots précaires sont attribués en fonction du nombre de bouches à nourrir. Ce système permet une meilleure rentabilité de l’impôt, les hommes devant fournir des céréales et les femmes des rouleaux de soie[16].
- Vers 688-726 : lois d’Ina, roi du Wessex, qui rassemblent les coutumes existantes et présentent un système de compensation des crimes (wergeld). Elles spécifient que les associés (gegildan) ne sont pas autorisés à prêter serment pour disculper l'un des leurs accusés de crime. Ces gegildan ont été interprétés comme des membres de guildes, dont ce serait la première mention[17].
- 691-696 : frappe du premier dinar d’or (4,25 g) dit « au Calife debout » dans l'Empire omeyyade. Des dirhams d’argent (2,97 g) sont aussi frappés, car le bimétallisme, issu du double héritage byzantin (denarius) et perse (drachme), est nécessaire[18].